# Chợ Lớn (provincie)

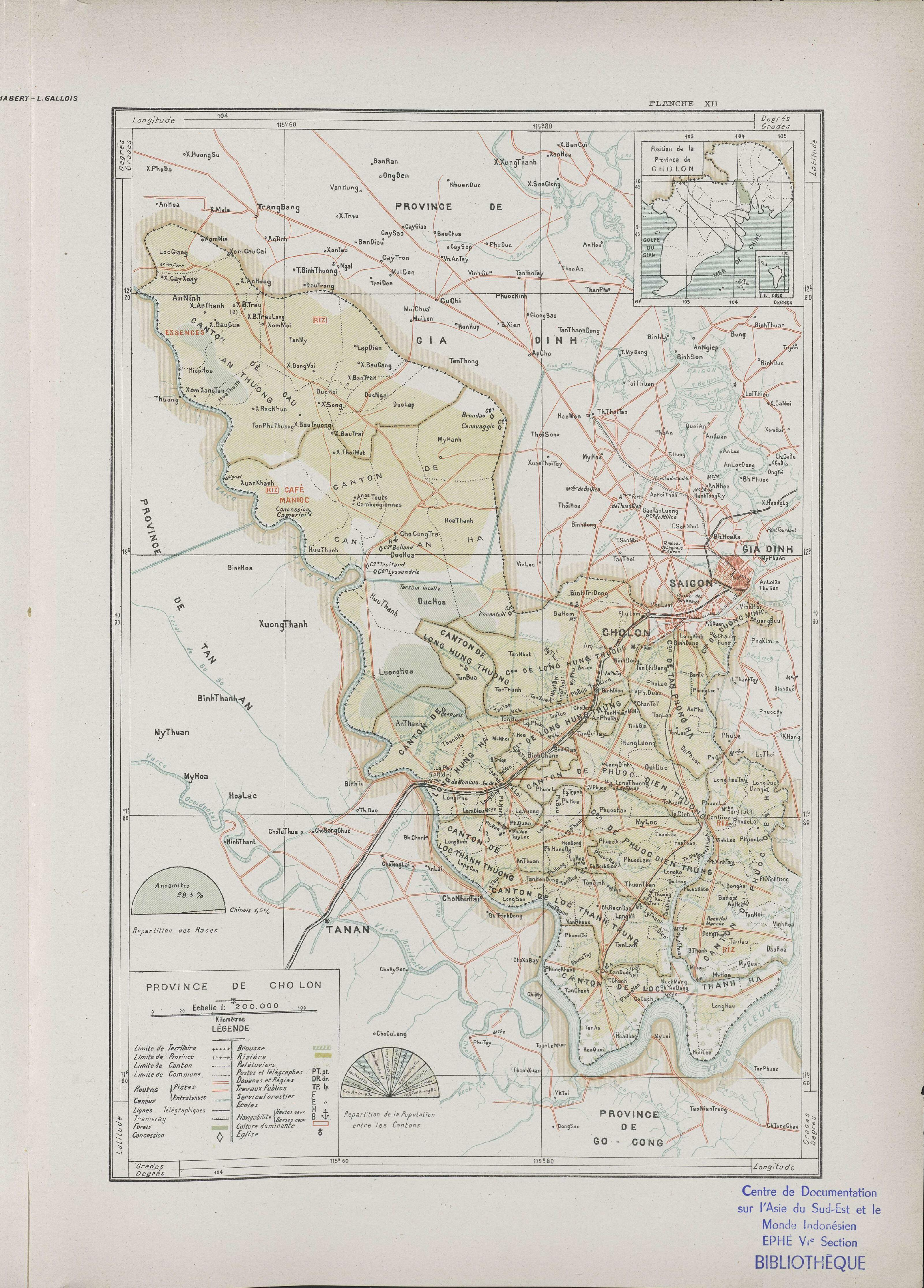
Chợ Lớn in 1909

Chợ Lớn  is een voormalige provincie in Đông Nam Bộ. In 1899 werd bepaald dat dit gebied van zes gesplitst zou worden in twintig provincies. Op 1 januari 1900 werd de provincie Chợ Lớn opgericht. De hoofdstad van de provincie was Tân Long.
In 1951 werd het samengevoegd met Bà Rịa tot Bà Rịa - Chợ Lớn. Deze samenvoeging werd in 1956 al teruggedraaid. Chợ Lớn werd een gedeelte van Ho Chi Minhstad. 
Chợ Lớn is tegenwoordig een Chinese buurt in Ho Chi Minhstad.